# Time (Norwegen)
Time ist eine Kommune im norwegischen Fylke Rogaland südlich von Stavanger. Die Kommune hat 20.157 Einwohner (Stand: 1. Januar 2025). Verwaltungssitz ist die Stadt Bryne, die seit dem 1. Januar 2001 den Stadtstatus hat.

## Geografie
Die Gemeinde liegt in der Region Jæren grenzt an die Nachbarkommunen Sandnes im Norden, Gjesdal im Osten, Bjerkreim im Südosten, Hå im Südwesten sowie Klepp im Nordwesten. An der Grenze zu Klepp, nördlich der Stadt Bryne, liegt der See Frøylandsvatnet. An dessen Nordufer befindet sich der Ort Kvernaland. Einen Teil der Nordgrenze bildet der Fluss Figgjo. Die höchste Erhebung der Gemeinde ist der Brusaknuden mit einer Höhe von 430,3 moh. an der Grenze zu Hå.

## Einwohner
In der Gemeinde liegen mehrere sogenannte Tettsteder, also mehrere Ansiedlungen, die für statistische Zwecke als eine städtische Siedlung gewertet werden. Zu ihnen gehören Undheim mit 611 und Lyefjell mit 2357 Einwohnern (Stand: 1. Januar 2024). Des Weiteren leben 11.179 der insgesamt 13.312 Einwohner der Stadt Bryne sowie 3525 der insgesamt 7959 Einwohner Kvernalands in Time. Die restlichen Einwohner der beiden Orte lebte jeweils auf dem Gebiet der Nachbargemeinde Klepp.
Die Einwohner der Gemeinde werden Timebu genannt. Offizielle Schriftsprache ist wie in vielen Kommunen in Rogaland Nynorsk, die weniger weit verbreitete der beiden norwegischen Sprachformen.
| Jahr          | 1986   | 1990   | 1995   | 2000   | 2005   | 2010   | 2015   | 2020   | 2025   |
| ------------- | ------ | ------ | ------ | ------ | ------ | ------ | ------ | ------ | ------ |
| Einwohnerzahl | 11.182 | 11.929 | 12.687 | 13.317 | 14.461 | 16.077 | 18.306 | 18.916 | 20.157 |

## Geschichte
Die Gemeinde Time entstand nach der Einführung der kommunalen Selbstverwaltung im Jahr 1837. Sowohl 1970 als auch 1989 wurden unbewohnte Gebiete von Time an die Nachbargemeinde Gjesdal übertragen. In Undhei liegt das Time bygdemuseum, zu welchem unter anderem das Geburtshaus des Dichters Arne Garborg gehören. In Bryne wurde 2012 das Nasjonalt Garborgsenter (deutsch: Nationales Garborgzentrum) eröffnet.

## Wirtschaft und Infrastruktur

### Verkehr
Durch die Gemeinde führt die Bahnlinie Sørlandsbanen, die Oslo mit Stavanger verbindet. Der Bahnhof in Bryne wurde 1878 zur gleichen Zeit wie die Teilstrecke Jærbanen eröffnet. Der Fylkesvei 44 stellt im Westen die Verbindung nach Stavanger her, etwas östlich von Time verläuft die Europastraße 39 (E39), die ebenfalls nach Stavanger führt.

### Wirtschaft
Im Jahr 2016 wurde etwa 44 Prozent der Gesamtfläche Times landwirtschaftlich genutzt. Die landwirtschaftlichen Betriebe sind vor allem im Bereich der Intensivtierhaltung tätig, wobei Rinder, Schafe, Schweine sowie Hühner gehalten werden. Für die Industrie ist besonders die Metallwaren- und Maschinenherstellung von Bedeutung, die ab etwa 1850 entstand, nachdem in der Landwirtschaft neue Geräte eingesetzt wurden. Mit der Zeit wurde die Produktion auf fortgeschrittenere landwirtschaftliche Geräte und Roboter ausgebaut, die auch im größeren Stil exportiert werden. In Kvernaland liegt mit Kverneland Norwegens größter Landmaschinenproduzent. Die Stadt Bryne stellt für die Region Jæren sowie die Gemeinde Time ein wichtiges Handels-, Dienstleistungs- und Bildungszentrum dar. Dort wird außerdem die Lokalzeitung Jærbladet veröffentlicht.
Im Jahr 2019 arbeiteten von 9956 Arbeitstätigen nur 3651 in Time selbst, der Rest verteilte sich unter anderem auf Gemeinden wie Stavanger (1484 Personen), Klepp (1361) und Sandnes (1345).

## Name und Wappen
Das seit 1977 offizielle Wappen zeigt einen silbernen Kiebitz auf rotem Hintergrund. Die Vogelart ist typisch für die Region Jæren und soll für Optimismus und Erwartungen stehen. Der Name der Gemeinde leitet sich wohl vom altnordischen „Þímin“ ab, wobei die letzte Silbe für „vin“, also „Wiese“ oder „Weide“ steht. Die Herkunft der ersten Silbe ist nicht gesichert.

## Städtepartnerschaft
- Alnwick (Northumberland, England)

## Persönlichkeiten
- Arne Garborg (1851–1924), Schriftsteller
- Magne Rommetveit (* 1956), Politiker
- Margret Hagerup (* 1980), Politikerin
- Janove Ottesen, Sänger und Musiker in der Band Kaizers Orchestra